# Maria del Rio i Montfort
Maria del Rio i Montfort (Igualada, 25 de març del 1917 - 6 de març del 2006) va ser una professora de música, directora de coral i compositora igualadina.

## Biografia
Estudià música a Igualada amb la professora Remei Palahí i Valentín i a Barcelona a l'Acadèmia Ainaud, on aconseguí el professorat de piano amb excel·lent i distinció. Després cursà harmonia i composició amb Joan Just i Bertran. Ensenyà música a Igualada, on assolí excel·lent reputació com a professora. Amb la seva germana Mercè i altres companyes fundà al maig del 1939 el Cor Parroquial de Santa Maria d'Igualada (avui, Coral de Santa Maria d'Igualada) i el dirigí des d'aleshores fins a l'any 2000, quan traspassà el càrrec a la subdirectora Coni Torrent, també professora. Compaginà aquesta tasca, i la pedagogia musical, amb la direcció d'altres corals com les del Casal d'Avis i les dels col·legis Mare del Diví Pastor, Escolàpies i Caputxins d'Igualada, així com les corals parroquials de Capellades i Vilanova d'Espoia, i la direcció orquestral del grup de teatre Art i Alegria.
Va compondre dues misses (In honorem Divini Pastoris Matris i In honorem Sancti Hieronymi, per a coral a tres veus), una Salve Regina, motets, Goigs a llaor de sant Sebastià, compatró del barri de Capdevila d'Igualada (amb lletra de Josep Poch)  Goigs a llaor de la Mare de Déu del Carme que es venera a la parròquia de St. Martí de Carme, (1964, amb lletra d'Antoni Malats). També va fer obres per a piano i per a cant coral, sobretot de música sacra, i les sardanes Cantaires d'Igualada (1990) i Cinquantenari 1939-1989 (1988, enregistrada).
Morí a la seva Igualada natal, als 89 anys. Havia estat homenatjada pels músics i cantors d'Igualada en les festes de Santa Cecília (1988) i amb el nomenament d'"Igualadina de l'Any" el 1989 per la dedicació a la música i a l'ensenyament, i per haver difós el nom de la ciutat per mitjà del cant coral. El 30 d'agost del 1994 l'Ajuntament d'Igualada li atorgà la Medalla de la Ciutat. En recordança de la seva antiga directora, la coral de Santa Maria li dedica un concert memorial amb freqüència anual.